# Мандерштерн, Александр Евгеньевич
Алексей Евгеньевич Мандерштерн  (1834—1888) — предводитель дворянства Полтавской губернии.

## Биография
Родился в 1834 году. Помещик Кобелякского уезда.
Образование получил в Николаевском кавалерийском училище гвардейских юнкеров.
Службу начал в 1853 году корнетом в лейб-гвардии кирасирском Его Высочества Наследника Цесаревича полку.
В 1858 году женился на баронессе Анастасии Егоровне Врангель (1838—1899), дочери Егора Ермолаевича Врангеля.
В 1860 году уволился от службы, но через год опять поступил адъютантом в штаб 1-й гвардейской кавалерийской дивизии, состоя в прежнем чине поручика.
В 1862 году был переведён в лейб-гвардии Гродненский гусарский полк с назначением адъютантом к начальнику войск гвардейского корпуса Бреверн де Лагарди.
В 1863 году оставил службу. До избрания губернским предводителем был кобелякским уездным предводителем с октября 1868 года по октябрь 1871 года.